# 小杉ゆう子
小杉 ゆう子（こすぎ ゆうこ、8月19日 - ）は、日本の女性声優。静岡県出身。

## 略歴
職業としての声優があると初めて知ったのは、小学生の頃、元々アニメは好きだったが、画面の中にいるのは生きている人達だと思っていたため、「そうではない」と知った時の衝撃は大きかったという。その後は漠然と、声の仕事に興味を持ち始めたという。家族に「声優になりたい」と言ったところ、一家総出て猛反対で、あまりの迫力に、それ以上の行動を起こさず、憧れだけを持ち続けていたという。高校生の時、担任の教師が「自分の目指す人間を、10年演じてみれば良いのだそうです。」、「10年後、それは本物になっているから」と言っていたという。その時に「なるほど」と思い、なりたいと思ったのは「声優の自分」だったという。「じゃあ、その為にはどうすれば良いんだろう」と、その時初めて真剣に考えていたという。夢とじっくり向き合ったところ、現実感が帯びて来て、その時に声優になる覚悟が決まったという。
アミューズメントメディア総合学院出身 で多田このみとは同期生だった。
かつてはリマックス所属に所属していた。

## 人物
趣味はダーツ、カラオケ、読書。特技、フルート演奏。
資格は普通自動車免許。
座右の銘は「諦めません、勝つまでは!」。

## 出演作品

### テレビ番組
- ジャパンケーブルネットTV ちょい寄り!（レポーター）
- 千葉テレビ・東京MXTV 台湾フォルモーサ紀行（ナレーション）

### 吹き替え
- シティ・オン・ファイアー（スーザン）
- ゾンビナース（メリッサ）
- ドラゴンハンター（ラヤ）
- NAKED ブービートラップ（ミア）
- ベイビー・メイク 私たちのしあわせ計画
- MOTHER（ジュディス）

### ゲーム
- AngelLoveOnline（リリス）[5]
- 謎惑館 〜音の間に間に〜

### ラジオ
- 若林直美×小杉ゆう子×ナマくま!? たなくまD・Q・Nラジオ（パーソナリティー）

### 雑誌
- ゲームぎゃざ 2000年8月号から10月号